# Портаменто
У музиці портаменто (множина: portamenti, від італ. portamento, що означає «перенесення») — це висота тону, що ковзає від однієї ноти до іншої. Термін походить від італійського виразу «portamento della voce» («перенесення голосу»), що позначає з початку XVII століття його використання у вокальних виступах та емуляції членами скрипкової родини та певними духовими інструментами, і іноді використовується як синоніми з очікуванням. Він також застосовується до одного типу глісандо на, наприклад, слайд-тромбонах, а також до функції «ковзання» сталевих гітар і синтезаторів; в останньому він часто використовується для додання меланхолійного ефекту загальній мелодії.

## Подальше читання
- Katz, Mark (December 2006). Portamento and the Phonograph Effect. Journal of Musicological Research. 25 (3–4): 211—232. doi:10.1080/01411890600860733.